# Michael Nilsson
Michael Nilsson (auch: Mikael) (* 2. März 1971 in Schweden)  ist ein schwedischer Karambolagespieler in der Disziplin Dreiband. Er ist mehrfacher National-, Europa- und Weltmeister.

## Karriere
Gemessen an seinen Erfolgen auf nationaler und internationaler Ebene ist Nilsson seit Anfang der 1990er-Jahre der zweiterfolgreichste schwedische Dreibandspieler hinter Torbjörn Blomdahl. Sein erster Erfolg war 1991 Bronze bei der Schwedischen Dreiband-Meisterschaft. Sieben Mal musste er sich mit Silber begnügen, bevor er dann 2003 endlich seine erste Goldmedaille erhielt. 1992 kam Nilsson mit seinem Teamkollegen Blomdahl bis ins Finale der Dreiband-Europameisterschaft für Nationalmannschaften im niederländischen Dordrecht; die Schweden mussten sich dann aber den Niederländern Jaspers und Havermann geschlagen geben. 1999 spielte er erstmals mit Blomdahl im Team und die beiden Schweden holten ihre erste Silbermedaille in dieser Turnierserie, ein Jahr später erstmals Gold in Viersen. Mit Blomdahl bildete er mit insgesamt sieben Goldmedaillen das bisher erfolgreichste WM-Team.
Im August 2021 errang er seinen fünften schwedischen Titel und zog damit mit dem bisherigen zweiterfolgreichsten Spieler, Mats Noren, gleich. Größte Leistung war der Sieg gegen den schwedischen Rekordmeister (31 ×) und amtierenden Weltmeister Torbjörn Blomdahl im Halbfinale. Im Finale siegte er mit 40:20 in 20 Aufnahmen gegen David Pennör. Am 19. Februar 2022 gewann er in Ankara, wieder mit Blomdahl, seine erste Goldmedaille bei der Team-EM. Zwei Tage später startete bereits der erste Dreiband-Weltcup der Saison am selben Ort. Als Gruppenerster der Hauptqualifikation kam er in die Gruppenphase der „Letzten 32“, die er als Gruppenzweiter, hinter Martin Horn, abschloss und erreichte damit die KO-Runde der „Letzten 16“ und setzte sich dort mit 50:25 gegen den Spanier Juan Jose Garcia durch. Im anschließenden Viertelfinale traf Nilsson auf den Weltranglistenzweiten Marco Zanetti aus Italien, unterlag ihm dort jedoch mit 39:50.

## Sonstiges
Als Amateurspieler arbeitet Nilsson als Terminal-Chef eines Logistik-Unternehmens in Malmö und ist verheiratet. Der niederländische Spitzenspieler Dick Jaspers beschrieb Nilssons Stil bei der Team-WM 2010 als „unkompliziert und aggressiv“. Blomdahl spricht im Gegensatz zu ihm mehrere Sprachen und er am liebsten gar nicht, zumindest solange ein Turnier läuft. Martin Horn, Deutschlands Spitzenspieler, sagte über ihn: „Er wäre eine gute Besetzung für einen grimmigen Wikinger, ist aber ein sensibler Spieler, der sich auch gerne mal aufregt.“ Nach Alkoholproblemen und der Scheidung von seiner Frau Johanna kämpfte er sich wieder zurück an die Spitze der schwedischen Spieler und in sein Leben, wie er bei einem Interview anlässlich seines vierten Titels 2013 bei der Nationalmeisterschaft in Helsingborg sagte. Er ging zu diesem Zeitpunkt zu den Anonymen Alkoholikern. Außerdem betonte er, dass er jetzt auch wieder „näher“ bei seinen Kindern, zwei Töchter und ein Sohn, sein könne.

## Erfolge
- Dreiband-Weltmeisterschaft für Nationalmannschaften:  2000, 2001, 2005–2009  1999
- Dreiband-Europameisterschaft für Nationalmannschaften:  2022  1992
- Dreiband-Weltcup:  2006/4
- Dreiband Grand Prix:  1993/1
- Schwedische Dreiband-Meisterschaft:  2006, 2008, 2010, 2013, 2021  1997, 1999–2003, 2007, 2009, 2014, 2016  1991, 2011, 2012

Quellen: 